# Шпаргалка
Возможно, вы искали Википедия:Шпаргалка.

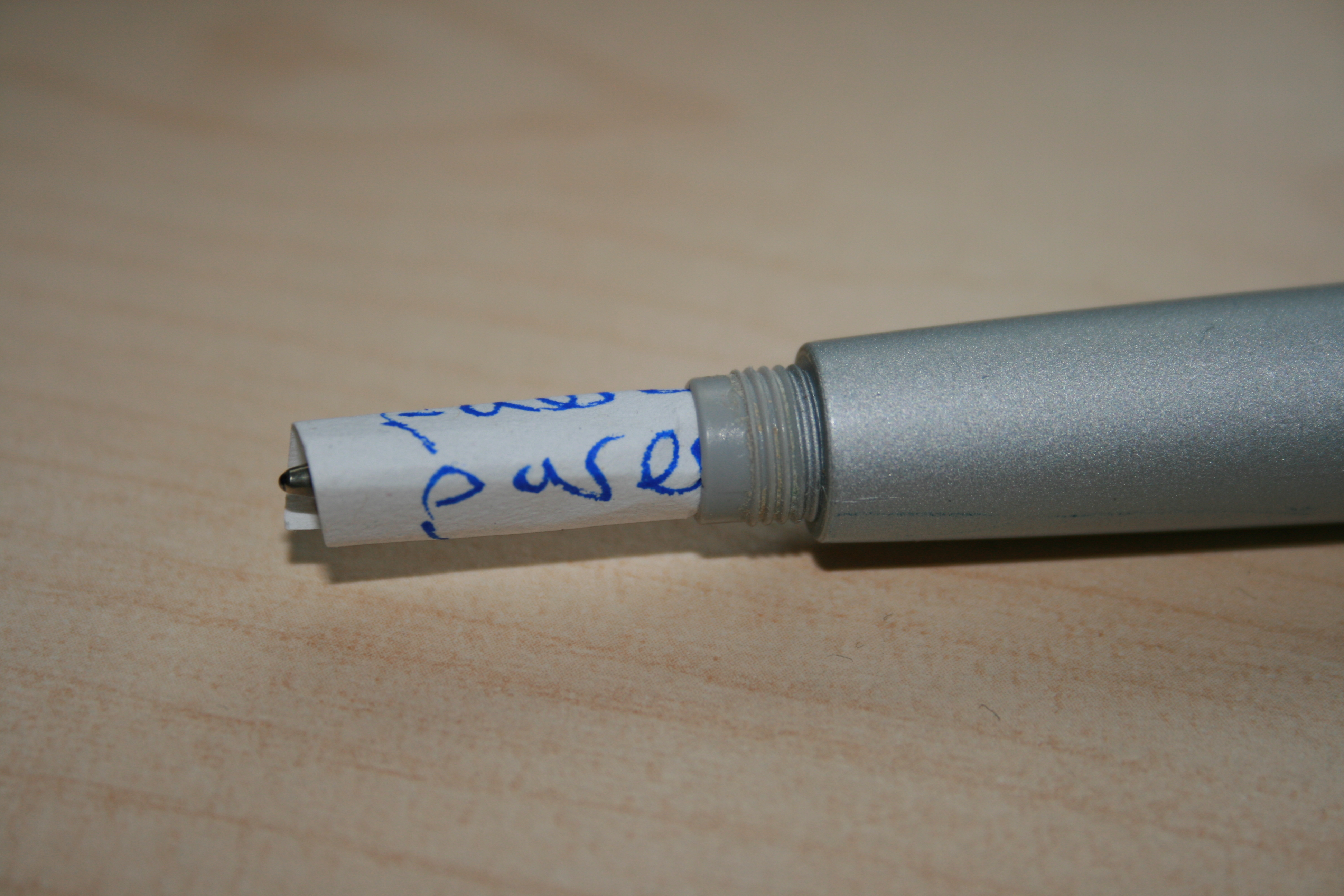
Шпаргалка

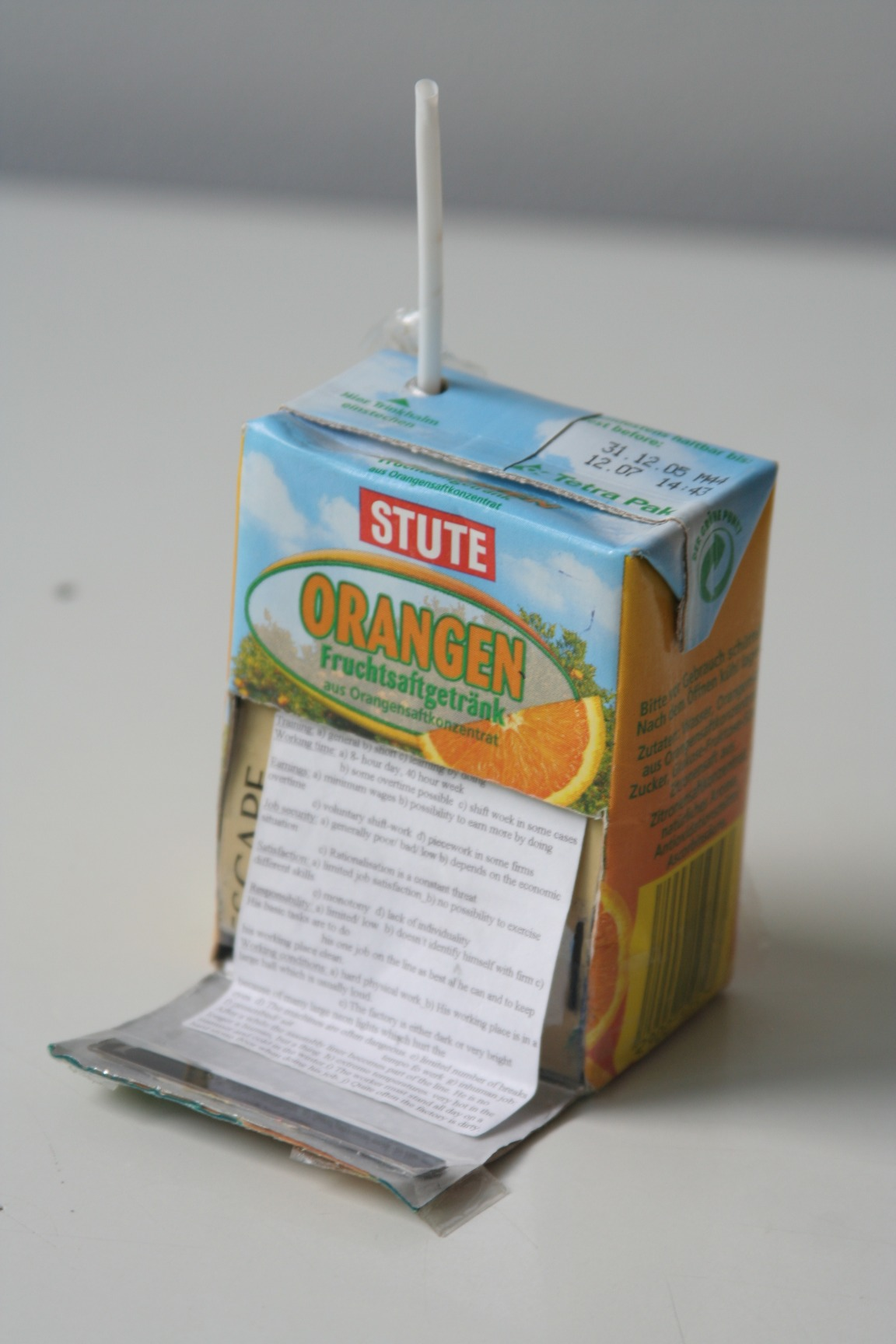
Шпаргалка в пустой упаковке от апельсинового сока

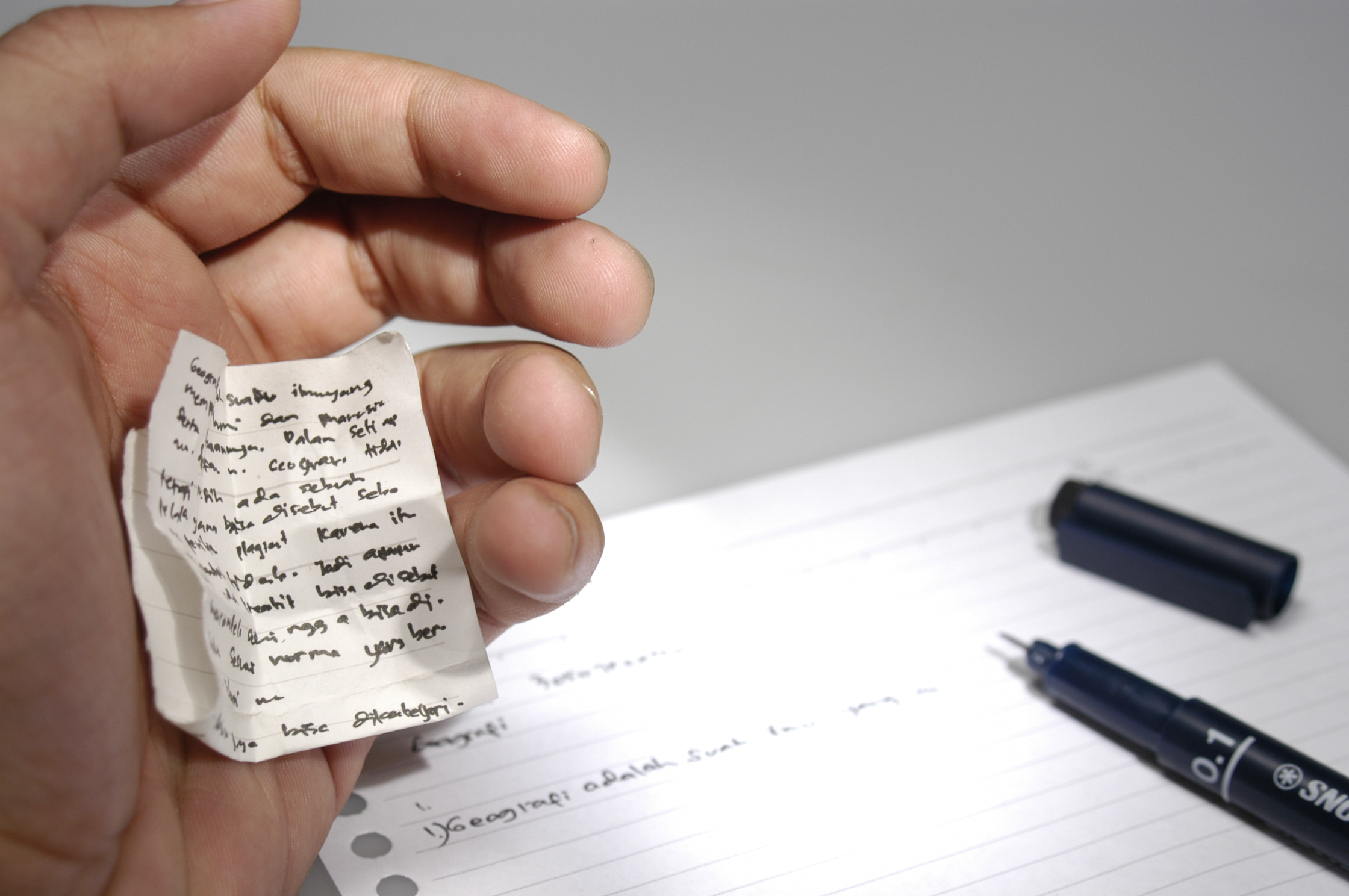

Шпарга́лка (жарг. шпо́ра) — носитель информации, используемый на экзаменах, тестах, контрольных работах и других проверках знаний с целью подсмотреть или списать то, что испытуемый должен был запомнить.

## Этимология
Происхождение слова шпаргалка связано со школьным общением, шпаргалы во множественном числе: «ненужные вещи, старьё, барахло». В словаре М. Фасмера указывается его родство с шутливым украинским словом шпаргал — «старая, исписанная бумажка». Через пол. szparga «старая исписанная бумажка» (известно с XVII в.), возможно, от латинского слова sparganum «пелёнка», которое происходит из греч. σπάργανον (sparganon), обозначающего то же самое.

## Последствия использования
Использование шпаргалок запрещено официально. При обнаружении учащийся, как правило, удаляется с экзамена с неудовлетворительной оценкой.
Строгость наказания различается в разных учебных учреждениях и часто зависит от традиций страны и лояльности экзаменатора. Ада Баскина в своей книге сообщала следующую информацию:

В солидном чикагском университете случилось ЧП. Были отчислены сразу пятеро студентов — за пользование шпаргалками на письменном экзамене. Двое за то, что их написали, трое — за то, что ими пользовались. Все пятеро — иммигранты из России. В приказе ректора это преступление квалифицировалось как «недопустимый обман, жульничество, несовместимое с моралью университета». Сами же бедолаги-студенты объясняли своё поведение «особым менталитетом русских».— «Скажите „чи-и-из!“: Как живут современные американцы», Ада Баскина
В то же время, например, если речь идёт о научной дисциплине со сложным математическим аппаратом, трудным для запоминания, иногда на экзамене разрешается пользоваться конспектом или учебником. В этом случае с помощью дополнительных вопросов проверяется понимание учащимся материала и его знание основных понятий и формул.

## Виды шпаргалок
- Бомба (крокодил, флаг[3][4]) — лист с решённым экзаменационным заданием, изготовленный заранее. После получения билета экзаменуемый, улучив момент, достаёт из пачки «бомб» ту, которая соответствует номеру билета, и сдаёт её как написанную за время экзамена. Иногда бомба изготавливается в виде «чистого листа» — текст пишется закончившейся шариковой ручкой и обводится по вмятинам на листе уже «на месте».
- Архивка — напечатанная очень мелким шрифтом шпаргалка. В качестве «носителя» чаще всего используются листы из тетради в клетку (мелкий шрифт не выделяется).
- Книжка — написанная от руки мелким шрифтом или распечатанная маленькая самодельная книга, листы которой соединяются между собой, как правило, одной скобой степлера.
- Гармошка — относительно узкая вытянутая бумажная лента с кратким содержанием материала и основными терминами. После записи её складывают равными частями поперёк, похоже на гармошку. Достоинство этого метода — малый размер и относительная незаметность в сложенном виде. Недостатки — шумность и заметность в разложенном виде, шпаргалка достаточно отчетливо шуршит во время доставания её из кармана, и чем крупнее «гармошка», тем сложнее и медленнее спрятать её обратно.
- Рулонка — более продвинутый вариант «гармошки». В отличие от неё, после записи бумажную ленту не складывают, а туго закручивают вокруг карандаша, стержня ручки и т. п.; после этого ручку вытаскивают, а получившийся рулон сохраняет свою форму и упругость. Недостаток — этот вариант трудно разворачивать, не привлекая внимания. Достоинство — просмотрев термин, достаточно просто отпустить конец ленты, и она быстро и достаточно тихо свернётся в рулон.
- Цифровая шпаргалка — информация, находящаяся на цифровом носителе (мобильном телефоне). Данный способ позволяет искать информацию на ходу, не подготавливая её заранее[5]. Впрочем, в связи с распространением мобильных телефонов среди учащихся, многие школы и вузы ввели правила, запрещающие иметь при себе подобные аппараты во время экзаменов[6][7][8][9], а некоторые[какие?] университеты на время экзаменов блокируют сотовую связь.

## Справочные материалы
В более широком смысле, особенно в англоязычной среде, выражение «шпаргалка» применяется к коротким, на одну-две страницы, справочным материалам, в частности, относящимся к математическим и химическим формулам, используемым в программировании командам, комбинациям клавиш и тому подобному.

## В искусстве
Персонаж по имени Шпаргалка фигурирует в русской комической опере 1915 года «Иванов Павел».